# Sarit Thanarat
Sarit Thanarat (em tailandês:  สฤษดิ์ ธนะรัชต์) (Mukdahan, 16 de junho 1908 – Bangkok, 8 de dezembro de 1963) foi um líder tailandês. Foi o 11º Primeiro-ministro da Tailândia, ficando no cargo entre de 1958 até 1963.

## Carreira
Foi um general tailandês que executou um golpe em 1957, substituindo Plaek Phibunsongkhram como primeiro-ministro da Tailândia até Sarit morrer em 1963. Ele nasceu em Bangkok, mas cresceu na cidade natal de sua mãe no nordeste da Tailândia e se considerava de Isan. Seu pai, Major Luang Ruangdetanan (nome de nascimento Thongdi Thanarat), era um oficial de carreira do exército mais conhecido por suas traduções para o tailandês da literatura cambojana. Ele tinha ascendência chinesa parcial.